# Тимошенко Олександр Сергійович
Олександр Сергійович Тимошенко (1909, Київ — 1973) — український архітектор, народився у Києві, син Сергія Тимошенка.

## Життєпис
По закінченні Празької Політехніки жив у Луцьку. Із 1938 працював за фахом у Варшаві, Берліні, Празі, Бельгії і (з 1947) у США (головним чином у Нью-Йорку, Сан-Франциско і (з 1965) у Вашингтоні). Керував будівництвом низки хмарочосів у Нью-Йорку (у фірмі Карсон, Ландін та Шов, у 1957–1962 її співвласник), архітектурно оформив станції вашингтонського метрополітену. Тимошенко — засновник Товариства українських інженерів Америки (у 1953–1954 його голова).
Автор статей з питань української архітектури та житлового будівництва. Тимошенко був прихильником створення в українському будівництві модерного стилю з використанням українських елементів.